# NGC 2413
NGC 2413 ist vermutlich ein offener Sternhaufen oder aber eine zufällige Dichteschwankung des Sternenfeldes in dem Sternbild Achterdeck des Schiffs. Der Eintrag im New General Catalogue (NGC) geht auf eine Beobachtung von William Herschel vom 19. März 1786 zurück.